# Shawn Mendes
Shawn Peter Raul Mendes (født 8. august 1998) er en canadisk musiker, singer-songwriter og model.
Han begyndte sin karriere i 2013, da han begyndte at lægge coversange på Youtube, senere hen lagde han også små 6-sekunders videoer ud på den sociale platform Vine, hvor han for alvor begyndte at blive set. Shawn Mendes udgav en EP med fire sange. Hans debutalbum, Handwritten, hvor hans single, Stitches, nåede top 10 i USA og Canada, og nummer ét i Storbritannien.
Efter hans succesalbum, Handwritten, udgav han i 2016 et nyt album kaldt Illuminate herpå er flere succesrige sange, Mercy, Theres Nothing Holdin' Me Back og Treat You Better. Albummet har ramt nummer 1 verden over.
Hans album, Shawn Mendes blev udsendt 25. maj 2018 og består af de nyeste sange som “In My Blood, Youth, Lost in Japan Remix med Zedd” og mange flere.
Hans nyeste album Wonder blev udsendt 4. December 2020. Som blandt andet indeholder sange som “Wonder” og “Monster feat. Justin Bieber”
Hans første single, If I can't have you, siden Shawn Mendes: The Album (25 maj 2018) udkom den 3. maj 2019, samme dag som han optrådte på SNL for første gang. If I can't have you, udkom et år efter hans anden single Youth (feat. Khalid), som er på hans tredje studiealbum.
I 2019 udgav han sammen med Camila Cabello sangen "Señorita", som hittede i sommeren 2019. Señorita scorede også Shawn sin første #1 på billboard's hot 100. Shawn og Camila optrådte for første gang sammen i mange år, da de til the VMAs 2019 sang Señorita og gengav musikvideoen live på scenen. Paret vandt også årets collaberation med Señorita til "MTV Video Music Awards 2019"
Mendes spillede i 2018 på Bøgescenen på Smukfest, og den 16. marts 2019 i Royal Arena, som del af Shawn Mendes The World Tour.
I 2019 landede Mendes en 98. plads på Forbes' liste over verdens rigeste kendisser, hvor han var den yngste på listen.

## Privat
Den 7. juli 2019 blev det offentliggjort at Shawn var i et parforhold med Camila Cabello, som han har været gode venner med i mange år. Der har flere år forinden gået rygter om at Shawn og Camila var i et parforhold, da deres første samarbejde "I know what you did last summer" blev udgivet i 2015. Parret gik fra hinanden i november 2021.

## Tidlige liv
Mendes blev født i Toronto, Ontario, Canada og voksede op i Pickering. Han er søn af Karen, en ejendomsmægler, og Manuel Mendes, en forretningsmand, der sælger bar- og restaurantforsyninger i Toronto. Mendes er halv engelsk og halv portugisisk da hans far er portugisisk (fra Algarve), mens hans mor er engelsk. Mendes eneste sprog er engelsk, selvom mange tror, at han også kan fransk og portugisisk. Han gik på Pine Ridge Secondary School i Pickering, Ontario.
Mendes har en søster, der hedder Aaliyah Mendes.

## Diskografi
- Handwritten (2015)
- Illuminate (2016)
- Shawn Mendes (2018)
- Wonder (2020)
- Shawn (2024)